# 延齡草生命遺澤網絡
延齡草生命遺澤網絡是加拿大安大略省政府的一個機構，負責該省的器官捐贈策略、推廣及供應，並維護廣受歡迎的BeADonor.ca （页面存档备份，存于）網站。該機構現任主席兼行政總監為羅尼·加維斯（Ronnie Gavsie）。
延齡草生命遺澤網絡於2019年納入安大略省衛生局。

## 外部連結
- 官方网站